# Diplazium asymmetricum
Diplazium asymmetricum är en majbräkenväxtart som beskrevs av Praptosuwiryo.
Diplazium asymmetricum ingår i släktet Diplazium och familjen Athyriaceae. Inga underarter finns listade i Catalogue of Life.